# Da Game Is to Be Sold, Not to Be Told
Da Game Is to Be Sold, Not to Be Told is het derde studioalbum van de Amerikaanse rapper Snoop Dogg; uitgebracht door No Limit Records op 4 augustus 1998. Het is zijn eerste album na zijn vertrek uit Death Row Records. 

## Tracklist
| #  | Titel                     | Producer(s)                | Gast(en)                                                   | Duur |
| -- | ------------------------- | -------------------------- | ---------------------------------------------------------- | ---- |
| 1  | "Snoop World"             | KLC                        | Master P                                                   | 5:20 |
| 2  | "Slow Down"               | O'Dell                     | Mia X, O'Dell & Anita Thomas                               | 4:10 |
| 3  | "Woof!"                   | Craig B & Master P         | Fiend, Mystikal                                            | 4:22 |
| 4  | "Gin & Juice II"          | Carlos Stephens            |                                                            | 3:36 |
| 5  | "Show Me Love"            | DJ Pooh                    | Charlie Wilson                                             | 3:53 |
| 6  | "Hustle & Ball"           | O'Dell                     |                                                            | 3:26 |
| 7  | "Don't Let Go"            | DJ Darryl                  |                                                            | 3:47 |
| 8  | "Tru Tank Doggs"          | KLC                        | Mystikal                                                   | 3:55 |
| 9  | "Whatcha Gon Do?"         | Master P                   | Master P                                                   | 2:37 |
| 10 | "Still a G Thang"         | Meech Wells, Master P      |                                                            | 4:20 |
| 11 | "20 Dollars to My Name"   | Master P                   | Fiend, Master P Silkk the Shocker, en Soulja Slim          | 4:09 |
| 12 | "D.O.G.'s Get Lonely 2"   | Meech Wells & Snoop Dogg   | Jon B                                                      | 3:15 |
| 13 | "Ain't Nut'in Personal"   | Craig B                    | C-Murder, Silkk The Shocker & Crooked Eye of Steady Mobb'n | 3:37 |
| 14 | "Dogg Pound Gangsta"      | Craig B                    | C-Murder, Eddie Griffin                                    | 4:53 |
| 15 | "Game Of Life"            | Carlos Stephens            | Steady Mobb'n                                              | 3:52 |
| 16 | "See Ya When I Get There" | Keith Clizark, Meech Wells |                                                            | 3:20 |
| 17 | "Pay for Pussy"           | Snoop Dogg                 | Big Pimpin' Delemond                                       | 1:43 |
| 18 | "Picture This"            | Craig B                    | Mia X                                                      | 2:31 |
| 19 | "Doggz Gonna Get Ya"      | KLC                        | Mac                                                        | 4:59 |
| 20 | "Hoes, Money & Clout"     | Soopafly                   | 3:21                                                       |      |
| 21 | "Get Bout It & Rowdy"     | KLC                        | Master P                                                   | 4:22 |